# Дано (Буркина-Фасо)
Дано (фр. Dano) — город и городская коммуна в Буркина-Фасо, в Юго-Западной области. Административный центр провинции Иоба.

## География
Город расположен на западе центральной части страны, на высоте 287 м над уровнем моря. Помимо собственно города Дано городская коммуна включает ещё 22 деревни.

## Климат
Средняя годовая температура в Дано составляет 28,2 °C. Годовая норма осадков составляет 955,8 мм, при этом в течение года осадки распространены крайне неравномерно. Самый влажный месяц — август (231,9 мм), а самый засушливый месяц — январь (1,6 мм).

## Население
По данным на 2013 год численность населения города составляла 20 922 человека. Население городской коммуны Дано по данным переписи 2006 года составляет 43 829 человек. Преобладающая этническая группа — дагари.
Динамика численности населения города по годам:
| 1996   | 2005   | 2006   | 2013   |
| ------ | ------ | ------ | ------ |
| 11 202 | 14 131 | 16 085 | 20 922 |